# Премия Гильдии киноактёров США (1995)
1-я церемония вручения наград премии Гильдии киноактёров США (англ. 1st Screen Actors Guild Awards) за заслуги в области кинематографа и прайм-тайм телевидения за 1994 год состоялась 25 февраля 1995 года на студии Universal в Лос-Анджелесе. Трансляция церемонии проходила на канале NBC.

## Лауреаты и номинанты

### Вклад в кинематограф
- Джордж Бёрнс

### Игровое кино
| Лучшая мужская роль | Лучшая женская роль |
| --- | --- |
| Том Хэнкс — «Форрест Гамп» за роль Форреста Гампа - Морган Фримен — «Побег из Шоушенка» за роль Эллиса Бойда «Рэда» Реддинга - Пол Ньюман — «Без дураков» за роль Дональда «Салли» Салливана - Тим Роббинс — «Побег из Шоушенка» за роль Энди Дюфрейна - Джон Траволта — «Криминальное чтиво» за роль Винсента Веги | Джоди Фостер — «Нелл» за роль Нелл Келти - Джессика Лэнг — «Голубое небо» за роль Карли Маршалл - Мег Райан — «Когда мужчина любит женщину» за роль Элис Грин - Сьюзан Сарандон — «Клиент» за роль Реджины «Реджи» Лав - Мерил Стрип — «Дикая река» за роль Гейл Хартман            |
| Лучшая мужская роль второго плана | Лучшая женская роль второго плана |
| Мартин Ландау — «Эд Вуд» за роль Белы Лугоши - Сэмюэл Л. Джексон — «Криминальное чтиво» за роль Джулса Уиннфилда - Чезз Палминтери — «Пули над Бродвеем» за роль Чича - Гэри Синиз — «Форрест Гамп» за роль лейтенанта Дэна Тейлора - Джон Туртурро — «Телевикторина» за роль Герба Стемпела                        | Дайан Уист — «Пули над Бродвеем» за роль Хелен Синклер - Джейми Ли Кёртис — «Правдивая ложь» за роль Хелен Таскер - Салли Филд — «Форрест Гамп» за роль миссис Гамп - Ума Турман — «Криминальное чтиво» за роль Мии Уоллес - Робин Райт — «Форрест Гамп» за роль Дженни Каррен-Гамп |

### Телевидение
| Лучшая мужская роль в телефильме или мини-сериале | Лучшая женская роль в телефильме или мини-сериале |
| --- | --- |
| Рауль Хулия — «Огненный сезон» за роль Чико Мендеса - Джеймс Гарнер — «Досье детектива Рокфорда: Я всё ещё люблю Лос-Анджелес» за роль Джима Рокфорда - Джон Малкович — «Сердце тьмы» за роль Куртца - Гэри Синиз — «Противостояние» за роль Стью Редмана - Форест Уитакер — «Внутренний враг» за роль полковника Маккензи «Мака» Кейси | Джоан Вудворд — «Уроки дыхания» за роль Мэгги Моран - Кэтрин Хепбёрн — «Одно Рождество» за роль Корнелии Бомонт - Дайан Китон — «Последний полёт Амелии Эрхарт» за роль Амелии Эрхарт - Сисси Спейсек — «Приют для Энни» за роль Сьюзан Лансинг - Сисели Тайсон — «Самая старая оставшаяся в живых вдова конфедератов рассказывает…» за роли Кастальи |
| Лучшая мужская роль в драматическом сериале | Лучшая женская роль в драматическом сериале |
| Деннис Франц — «Полиция Нью-Йорка» за роль Энди Сиповица - Гектор Элизондо — «Надежда Чикаго» за роль Филипа Уотерса - Мэнди Патинкин — «Надежда Чикаго» за роль Джеффри Гейгера - Том Скерритт — «Застава фехтовальщиков» за роль Джимми Брока - Патрик Стюарт — «Звёздный путь: Следующее поколение» за роль Жана-Люка Пикара | Кэти Бейкер — «Застава фехтовальщиков» за роль Джилл Брок - Свуси Кёрц — «Сёстры» за роль Александры «Алекс» Рид Холси Баркер - Анджела Лэнсбери — «Она написала убийство» за роль Джессики Флетчер - Джейн Сеймур — «Доктор Куин, женщина-врач» за роль доктора Микаэлы Куин - Сисели Тайсон — «Сладкое правосудие» за роль Кэрри Грейс Баттл        |
| Лучшая мужская роль в комедийном сериале | Лучшая женская роль в комедийном сериале |
| Джейсон Александер — «Сайнфелд» за роль Джорджа Костанзы - Джон Гудмен — «Розанна» за роль Дэна Коннера - Келси Грэммер — «Фрейзер» за роль Фрейзера Крейна - Дэвид Хайд Пирс — «Фрейзер» за роль Найлза Крейна - Пол Райзер — «Без ума от тебя» за роль Пола Бакмана | Хелен Хант — «Без ума от тебя» за роль Джейми Бакман - Кэндис Берген — «Мерфи Браун» за роль Мерфи Браун - Эллен Дедженерес – «Эллен» за роль Эллен Морган - Джулия Луи-Дрейфус — «Сайнфелд» за роль Элейн Бенес - Розанна Барр — «Розанна» за роль Розанны Коннер                                                                                    |
| Лучший актёрский состав в драматическом сериале | |
| «Полиция Нью-Йорка» — Гордон Клэпп, Деннис Франц, Шэрон Лоуренс, Джеймс Макдэниел, Гейл О’Грэйди, Джимми Смитс и Николас Туртурро - «Надежда Чикаго» — Адам Аркин, Гектор Элизондо, Томас Гибсон, Роксанн Харт, Питер Макникол, Э. Г. Маршалл и Мэнди Патинкин - «Скорая помощь» — Джордж Клуни, Энтони Эдвардс, Эрик Ла Саль, Джулианна Маргулис, Шерри Стрингфилд и Ноа Уайли - «Закон и порядок» — Джилл Хеннесси, Стивен Хилл, Эпата Меркерсон, Крис Нот, Джерри Орбах и Сэм Уотерстон - «Застава фехтовальщиков» — Кэти Бейкер, Дон Чидл, Холли Мари Комбс, Келли Коннелл, Роберт Корнтуэйт, Файвуш Финкель, Лорен Холли, Костас Мэндилор, Джастин Шенкароу, Том Скерритт, Ли Тейлор-Янг, Рэй Уолстон и Адам Уайли | |
| Лучший актёрский состав в комедийном сериале | |
| «Сайнфелд» — Джейсон Александер, Джулия Луи-Дрейфус, Майкл Ричардс и Джерри Сайнфелд - «Фрейзер» — Пери Гилпин, Келси Грэммер, Джейн Ливз, Джон Махони, Дэвид Хайд Пирс - «Без ума от тебя» — Хелен Хант, Лейла Кензл, Ричард Кайнд, Джон Пэнкоу, Энн Рэмзи, Пол Райзер - «Мерфи Браун» — Кэндис Берген, Пэт Корли, Фейт Форд, Чарльз Кимбро, Роберт Пасторелли, Джо Регальбуто, Грант Шод - «Северная сторона» — Даррен Берроуз, Джон Корбетт, Барри Корбин, Джон Каллум, Синтия Гири, Элейн Майлз, Роб Морроу, Пег Филлипс, Тери Поло, Пол Провенза, Джанин Тёрнер | |